# Guangfuzhen (ort i Kina, Jiangxi Sheng, lat 28,37, long 115,91)
Guangfuzhen är en ort i Kina. Den ligger i provinsen Jiangxi, i den sydöstra delen av landet, omkring 35 kilometer söder om provinshuvudstaden Nanchang. Antalet invånare är 29 653. Befolkningen består av 14 592 kvinnor och 15 061 män. Barn under 15 år utgör 27,0 %, vuxna 15-64 år 63 %, och äldre över 65 år 9,0 %.
Runt Guangfuzhen är det tätbefolkat, med 476 invånare per kvadratkilometer. Närmaste större samhälle är Xiangtang, 8,5 km nordost om Guangfuzhen. Trakten runt Guangfuzhen består till största delen av jordbruksmark.
Genomsnittlig årsnederbörd är 2 190 millimeter. Den regnigaste månaden är juni, med i genomsnitt 367 mm nederbörd, och den torraste är oktober, med 28 mm nederbörd.